# Тростянецький ботанічний заказник № 2
Тростянецький заказник № 2 — ботанічний заказник місцевого значення в Україні. Розташований між селами Діброва і Слов'ятин Тернопільського району Тернопільської області, в межах лісового урочища «Тростянецька Дача». 
Площа — 6 та 9,6 га. Створені відповідно до рішення виконкому Тернопільської обласної ради № 189 від 30 серпня 1990 року. Перебувають у віданні ДП «Бережанське лісомисливське господарство» (Литвинівське лісництво, кв. 31, вид. 1 і 2). 
У дубово-грабовому лісі зростають гніздівка звичайна, булатка великоквіткова, лілія лісова — види, занесені до Червоної книги України.